# 倪道杰
倪道杰（1880年—1942年）字幼丹，安徽省阜阳县人，中华民国实业家、政治人物，倪嗣冲的长子。

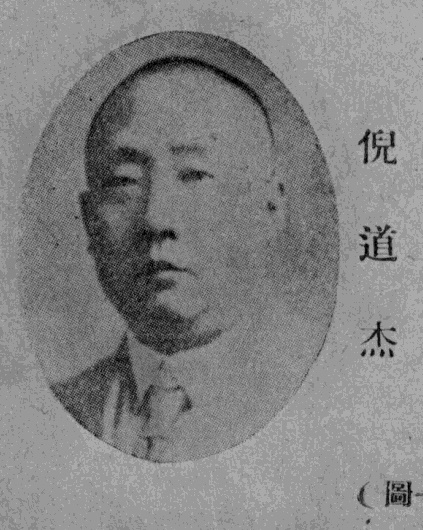

## 生平
倪道杰是皖系倪嗣冲的长子。1918年，倪道杰当选中华民国第二届国会参议员，任至1920年第二届国会解散。
倪嗣冲、倪道杰父子为首的“倪氏财团”投资最多的银行是金城银行。1917年，时任交通银行芜湖分行经理的周作民希望兴办一家民营银行。其想法与倪嗣冲不谋而合，倪嗣冲遂以其长子倪道杰为代表，与王郅隆共同出面，携陆军次长徐树铮、财政次长兼天津造币厂监督吴鼎昌、陆军部经理司司长陈国栋、长芦盐运使段谷香、山东省财政厅长曲卓新、长芦盐运使段永彬等人，同交通银行高级人员任振采（总行协理）、胡笔江（北京分行经理）、任凤苞、周作民以及裕庆公银号经理郭善堂为发起人，于1917年5月15日成立金城银行。取义“金汤永固”。王郅隆为董事长，倪道杰等人为董事。
北京中法振业银行是倪道杰与法国某金融界人士合办，倪道杰投资数十万元，后因经营不善而倒闭。
裕元纱厂位于天津小刘庄，1915年在北京政府农商部注册为股份有限公司，实收资本为200万元，1918年投产。其中倪嗣冲投资110万元，占总资本一半以上。裕元纱厂的董事会成员，除倪嗣冲外，还有段祺瑞、王郅隆、徐树铮、曹汝霖、朱启钤、王揖唐、吴鼎昌、周作民、段芝贵等人。该厂初建时，总经理王郅隆，经理赵聘卿。1920年，直皖战争中皖系战败，安福系成员王郅隆遭到通缉，躲藏在北京的日本兵营，赵聘卿随即辞职，乃改聘倪道杰为经理。
天津大丰机器面粉公司于1920年创办，原订集资100万元，实际集资65万元，倪嗣冲的个人资本占1/3以上，故由倪道杰任董事长，后来由三津寿丰面粉厂经理孙俊卿及杨西园代为经营。到1929年，该公司作价70万元并入三津寿丰面粉公司，更名为“三津永年面粉公司”，1932年又改为“寿丰面粉公司二厂”。 
第一次世界大战之后，天津德租界改设为特别一区，周边居民增多，原德国电灯房无法满足新增居民的电力需求，勉强靠天津英租界电灯房维持。倪道杰得知后，乃经与特一区协商获得营业权，投资成立北辰电气公司，经营状况很好。1928年，南京国民政府统一中国，天津改为特别市，全部公益事业收归国有，北辰电气公司的独力经营权遂告终。  
倪道杰还投资20万元兴办天津大成油漆公司，地址位于天津东乡，引进德国技术生产。 
津浦铁路蚌埠车站附近共有土地700余顷，其中属倪嗣冲名下的500余顷，属倪道杰名下的200顷。北伐战争期间，倪嗣冲名下的500余顷土地被充公。
1924年倪嗣冲死后，长子倪道杰继承其产业。但倪道杰不善经营，不出几年便逐渐失去了倪嗣冲创立的工矿企业及行、号。
1935年，倪道杰偕妻子慧念来到苏州，皈依印光大师，法名“慧杰”。此后，倪道杰每日礼拜念佛。1941年夏，倪道杰患高血压，但仍坚持平日行持。1942年1月，病势严重。1942年1月19日午后，嘱妻子请莲友助念，并称：“八时如不去，须至十二时。”莲友十人于六时前往，倪道杰神志清楚，向他们合掌感谢。家人悬阿弥陀佛圣像，倪道杰时时双眼注视。听闻念佛声，得知念佛者很多，乃问家人是何人来念佛，家人告之均为莲友。倪道杰乃随众念佛，至午夜安详逝世。

## 家庭
- 父：倪嗣冲
- 三弟：倪道熹[2]
- 妾：章遏云，京剧演员，后逃至兆丰路大律师李景光事务所门前呼救，最终与倪道杰以法调解离婚。[7]